# 진념
진염(陳稔, 1940년 12월 2일 ~ )은 대한민국의 공무원, 정치인, 대학 교수이다. 본관은 여양이며, 전라북도 부안군 출신이다.

## 생애
14회 고시 행정과에 합격하여 경제부총리 겸 재정경제부 장관, 기획예산처 장관, 기획예산위원장, 노동부 장관, 동력자원부 장관 등 3대 정권에서 한번의 부총리와 다섯번의 장관을 역임하여 '직업이 장관'이란 별명까지 얻었다. 2002년 6월에는 제3회 지방선거 경기도지사에 출마하였으나 낙선했고, 청암재단 이사, 전북대학교 석좌교수 등을 역임했다.

## 학력
- 1959년 전주고등학교 졸업
- 1963년 서울대학교 경제학 학사
- 1968년 워싱턴대학교 대학원 경제학 석사
- 1988년 한양대학교 대학원 경제학 박사
- 1994년 스탠퍼드대학교 경영대학원 MBA

### 명예 박사 학위
- 1997년 전북대학교 명예 철학박사

## 경력
- 1962 : 14회 고시 행정과 합격
- 1963 : 경제기획원 사무관
- 1973 : 경제기획원 물가정책국 물가총괄과장
- 1974 : 경제기획원 자금계획과장
- 1976 : 경제기획원 경제기획관
- 1977 : 주영국대사관 참사관
- 1980 : 경제기획원 물가정책관
- 1981 : 경제기획원 물가정책국장
- 1982 : 경제기획원 공정거래실장
- 1983 : 경제기획원 기획차관보
- 1988 : 해운항만청 청장
- 1990 : 재무부 차관
- 1991 ~ 1993 : 동력자원부 장관
- 1994 : 미국 스탠퍼드대 초빙교수
- 1995 ~ 1997년 : 노동부 장관
- 1997.12 : 제5대 기아그룹 회장 (공동재산보전관리인)
- 1998.03 ~ 1999.05 : 기획예산위원회 위원장
- 1999.05 ~ 2000.08 : 기획예산처 장관
- 2000.08 ~ 2002.04 : 재정경제부 장관
- 2001.01 ~ 2002.04 : 경제부총리 겸직
- 2001.05 : 새천년민주당 입당
- 2002.06 : 제3회 지방선거 경기도지사 출마
- 2002.08 : 새천년민주당 당무위원 사퇴와 함께 탈당
- 2003.03 ~ : 서정법무법인 고문
- 2003.05 ~ : 삼정KPMG 고문
- 2004.01 ~ : LG전자 사외이사
- 2005.04 : 포스코 청암재단 이사
- 2006.03 : 열린우리당 입당
- 2006.11 : 열린우리당 고문 겸 당무위원 사퇴와 함께 탈당
- 2010.05 : 전북대학교 석좌교수
- 2012.04 : 한국학중앙연구원 이사장
- 2013.09 ~ : 한국개발연구원 국제정책대학원대학교 초빙교수

## 수상내역
- 1993년 홍조근정훈장
- 1983년 청조근정훈장

## 가족관계
- 아버지 : 진소홍(陳銷洪, ?~?)[2]
- 배우자 : 서인정(徐仁貞, 1947년 4월 13일~) : 전 성신여대 총장
  - 아들 : 진강(1975년~2006년 11월 22일)[3]
  - 아들 : 진율
- 장인 : 서동운(徐同運, 1923년~2007년 3월 22일) : 동화전기공업, 동화국제상사 회장, 전 서울대 공대교수·상공부 공업국장
  - 처남 : 서영석(徐永錫, 1948년 11월 30일~) : 동화전기공업 대표이사 사장

## 도서
- 경제 살리기 나라 살리기 (2002)

## 같이 보기
- 김진표
- 홍재형

## 역대 선거 결과
| 선거명          | 직책명     | 대수            | 정당         | 득표율 | 득표수      | 결과 | 당락 |
| --------------- | ---------- | --------------- | ------------ | ------ | ----------- | ---- | ---- |
| 제3회 지방 선거 | 경기도지사 | 31대 (민선 3기) | 새천년민주당 | 35.98% | 1,075,243표 | 2위  | 낙선 |